# 香山 (大字)
香山，是台灣新竹市香山區的一個傳統地域名稱。

## 地理

### 區域

#### 地名由來
香山地名由來有兩種說法：
- 昔日漢人至此開發，因其地為原住民（番）盤據之山，命名為番山。後因其名不雅，因「番」與「香」兩字相像之故，改稱香山。[1]:578

- 清代惠安縣螺陽陳氏遷居至此，見大坪頂一帶漫山遍野花草盛開，香氣馥郁，故名香山。

#### 範圍
香山位於香山區西部。相較於今日行政區，其範圍大致包括香山里、大庄里、美山里、朝山里、香村里西北端。

#### 聚落
本地區發展較早的聚落為香山，在日治初期的官方地圖上已有記載。此外，本地區尚有龍眼宅、吳厝圍等聚落。:528

### 水文
本地區東北側以三姓公溪與浸水、牛埔為鄰。另境內尚有大莊溪與頂寮溪等河川。

## 歷史

### 清代
香山於康熙二十三年（1684年）劃屬諸羅縣。雍正元年（1723年）改隸新成立的彰化縣。九年（1731年）改隸新成立的淡水廳。光緒元年（1875年）設立臺北府，改隸新成立的新竹縣。十一年（1885年）設立福建臺灣省，臺北府位於其轄區內。
清代香山庄隸屬於竹北一堡。該庄北及東北隔三姓公溪與浸水庄、牛埔庄為界，東與香山坑庄為鄰，東南邊及南邊為海山罟庄，西邊臨台灣海峽。

### 日治時期
明治二十八年（1895年）臺灣進入日治時期，香山劃屬於臺北縣新竹支廳竹北一堡:148。三十年（1897年）改隸新竹縣。三十一年（1898年）廢除新竹縣，改隸臺北縣新竹辨務署。三十四年（1901年）廢縣置廳，香山隸屬於新竹廳香山區。四十二年（1909年）合併全臺灣二十廳為十二廳，香山區隸屬不變。大正九年（1920年）廢廳置州，改隸新竹州新竹郡香山庄。十六年（1941年）廢庄併入新竹市，原庄役場作為新竹市香山出張事務所使用。

### 戰後
1945年香山劃屬於新竹市，隸屬於臺灣省，大字亦改制為里。1946年新竹市第八區與第九區合併為香山區。1950年新竹縣分拆出桃園縣與苗栗縣，原新竹市改為新竹縣新竹市:148，香山區自新竹市分出，改制為新竹縣香山鄉，里亦改制為村。1982年新竹市與新竹縣之香山鄉合併，同時重新升格為新竹市:148，村亦改制為里。1990年原香山鄉劃分為香山區。由於人口增加，本地區已拆分為多個里。

## 交通

### 鐵路
臺灣鐵路管理局縱貫線大致先以東北—西南走向，轉南北向後再轉北北東—南南西走向，經過香山中部偏西地帶。在境內東北部設有三姓橋車站（簡易站），南部設有香山車站（甲種簡易站），均只停靠區間車。

### 公路
省道台1線又稱「縱貫公路」，是台北至屏東楓港的傳統幹道，在本地區路段大致與台鐵縱貫線平行而位於其西側，向東北可前往新竹市區、竹北、新豐等地，向南可前往頭份、竹南、後龍等地。
省道台61線又稱「西部濱海快速公路」，是八里至安南的快速公路，大致以縱向經過本地區西部，向北過浸水橋後為未通車路段，以省道台15線為代用道路，可前往舊港、紅毛港、觀音等地，向南可前往中南部沿海各地。

## 設施

### 中等教育

#### 高級中學
- 新竹第一中學香山分部（1956年）→香山初級中學（1961年）→香山國民中學（1968年）→香山完全中學（1998年）→香山高級中學（2001年）

#### 國民中學
- 富禮國民中學（1989年）

### 初等教育
- 內湖國民學校朝山分班（1952年）→內湖民學國校朝山分校（1954年）→朝山國民學校（1958年）→朝山國民小學（1968年）
- 香山國民學校大庄分校（1951年）→大庄國民學校（1955年）→大庄國民小學（1968年）

## 文化資產
- 香山車站（市定古蹟，中華路347巷2弄7號，1928年）
- 香山天后宮（歷史建築，中華路420巷191號，1924年）
- 香山一善堂（大湖路1巷1弄2號）